# Supercoppa di Malta 2015
La Supercoppa di Malta 2015 (denominata BOV Super Cup per regioni di sponsorizzazione) è stata la 31ª edizione della Supercoppa maltese.
La partita si è disputata a Ta' Qali allo stadio nazionale tra Hibernians, vincitore del campionato, e Birkirkara, vincitore della Coppa di Malta.
A conquistare il trofeo è stato l' Hibernians per 2-1, che ha così raggiunto il terzo alloro nella competizione

## Tabellino
| Arbitro: | Marco Borg |

|                                       |           |             |
| Muscat 31’ (aut.) Mazzetti 41’ (aut.) | Marcatori | 10’ Miccoli |